# Straumsbukta
Straumsbukta est une localité du comté de Troms, en Norvège.

## Géographie
Administrativement, Straumsbukta fait partie de la kommune de Tromsø.